# Hans Julius Kehrl
Hans Julius Kehrl (* 6. August 1892 in Jüterbog; † 22. April 1961 in Hamburg) war zur Zeit des Nationalsozialismus Polizeipräsident sowie Luftschutzführer in Hamburg und SS-Brigadeführer (1942).

## Leben
Kehrl trat nach dem Abschluss seiner Schullaufbahn 1909 in den Justizverwaltungsdienst in Jüterbog ein. Als Soldat der  Deutschen Armee nahm er am Ersten Weltkrieg teil. Nach Kriegsende, im Rang eines Leutnants der Reserve, wechselte er vom Justiz- in den Polizeidienst. Ende Juli 1924 erfolgte seine Einstellung als Polizeimajor bei der Landespolizei Thüringen. Dort war er vertretender Leiter der Landespolizei Thüringen. Im Juli 1930 wurde er Kommandeur der Landespolizei Thüringen sowie Polizeidirektor von Gera. Ab 1932 leitete er die Polizeiabteilung im Thüringischen Innenministerium im Amt eines Ministerialrates. Im Jahre 1934 wurde er, nun zum Ministerialdirigenten aufgestiegen, ins Reichsinnenministerium übernommen und war dort ebenfalls Leiter der Polizeiabteilung. Kehrl trat zum 1. Februar 1931 der NSDAP (Mitgliedsnummer 498.187) und 1937 der SS bei (SS-Nummer 278.247). Von Anfang 1937 bis Anfang Mai 1945 fungierte er als Polizeipräsident von Hamburg und örtlicher Luftschutzführer.
Kehrl war maßgeblich an der Verfolgung Hamburger Sinti und Roma beteiligt. Auch auf seine Anregung hin wurde im Osten von Hamburg ein Sammellager für Sinti und Roma eingerichtet, von dem aus später die Deportationen erfolgten:
„Der Polizei werden von der Partei und von der Öffentlichkeit ständig Klagen darüber vorgetragen, dass die Zigeunermädchen sich den Jugendlichen in der Umgebung ihrer Wohnungen anbieten, dass die Zigeuner vor den Geschäften bettelnd herumstehen und dass ihre Wohnungen sich in unhygienischem Zustand befinden. Durch das enge Zusammenleben zwischen diesen asozialen Zigeunern und der deutschen Bevölkerung werden die Gefahr der Sittenverderbnis, der Bastardierung, und die Verbreitung ansteckender Krankheiten gefördert. […] Es ist meines Erachtens nicht nötig, dass erst Parteistellen vorstellig werden, um diesem Zustand ein Ende zu machen.“
Nach der Befreiung vom Nationalsozialismus in Hamburg wurde Kehrl Anfang Mai 1945 durch Angehörige der britischen Armee festgenommen und war ab dem 5. Mai 1945 in den Internierungslagern Neumünster, Fischbek und Neuengamme festgesetzt. Infolge eines Spruchkammerverfahrens in Hamburg-Bergedorf im Rahmen der Entnazifizierung wurde Kehrl zu vier Jahren Haft verurteilt. Nach seiner vorzeitigen Haftentlassung im September 1950 versuchte Kehrl erfolglos beim Personalamt des Hamburger Senats seine Wiedereinstellung zu erreichen, ihm wurde jedoch eine reduzierte Pension gewährt.
Hans Kehrl starb am 22. April 1961, seine letzte Ruhestätte fand er auf Friedhof Ohlsdorf.

## Auszeichnungen
| Kehrls SS-Ränge | Kehrls SS-Ränge        |
| Datum           | Rang                   |
| --------------- | ---------------------- |
| 1937            | SS-Sturmbannführer     |
| September 1937  | SS-Obersturmbannführer |
| April 1938      | SS-Standartenführer    |
| November 1938   | SS-Oberführer          |
| Januar 1942     | SS-Brigadeführer       |

- Ritterkreuz des Kriegsverdienstkreuzes mit Schwertern (1944)
- Eisernes Kreuz (1914) I. und II. Klasse jeweils mit Spange (1939)
- Kriegsverdienstkreuz (1939) II. (1940) und I. Klasse (1942) mit Schwertern
- Landesorden
- Ehrenzeichen des Deutschen Roten Kreuzes I. Klasse
- Ehrendegen des Reichsführers SS
- Totenkopfring der SS
- Luftschutz-Ehrenzeichen I. und II. Klasse (1943)